# سیکلواکتان
سیکلواکتان (به انگلیسی: Cyclooctane) با فرمول شیمیایی 'کربن'۸'هیدروژن'۱۶ یک ترکیب شیمیایی با شناسه پاب‌کم ۹۲۶۶ است. که جرم مولی آن ۱۱۲٫۲۱ g/mol می‌باشد. 